# USA:s kustbevakning
USA:s kustbevakning (engelska: United States Coast Guard, USCG), är en amerikansk federal myndighet som sorterar under USA:s inrikessäkerhetsdepartement.
Kustbevakningens huvuduppdrag är att skydda den amerikanska allmänheten, havsmiljön samt USA:s ekonomiska och säkerhetspolitiska maritima intressen såväl på internationellt vatten, territorialvatten, hamnar och inrikes sjövägar, samt att bedriva brottsbekämpning, gränsbevakning, sjöfartsinspektion, sjömätning och räddningstjänst till sjöss.
USA:s kustbevakning är militärt organiserad och ingår i USA:s väpnade styrkor, men kustbevakningen sorterar däremot inte under USA:s försvarsdepartement. Vid krigsfara eller då USA:s president finner det nyttigt kan kustbevakningen underställas försvarsdepartement, som en del av marinen. På presidentens befallning underställdes kustbevakningen tillfälligt som del av marinen, något som skedde under både första och andra världskriget.

## Bakgrund
Föregångaren till den amerikanska kustbevakningen bildades 1790, då Alexander Hamilton var USA:s finansminister, som en avdelning tillhörande USA:s finansdepartement. Huvuduppgiften var från början uppbörd av tariffer och tullavgifter.
Genom lag stiftad av USA:s kongress bildades kustbevakningen 1915 genom en sammanslagning av United States Revenue Cutter Service och United States Life-Saving Service. Samtidigt fastställdes att kustbevakningen ska vara militärt organiserad.
Den 1 april 1967 överfördes kustbevakningen från finansdepartementet till USA:s transportdepartement genom lagen Department of Transportation Act of 1966 som undertecknades av USA:s president Lyndon B Johnson i oktober föregående höst.
Som en följd av den översyn som gjordes av den federala myndighetsstrukturen efter 11 september-attackerna 2001, överfördes kustbevakningen genom lagen Homeland Security Act of 2002, som undertecknades av president George W. Bush den 25 november 2002 till det då nybildade inrikessäkerhetsdepartementet (engelska: Department of Homeland Security). Överföring skedde den 1 mars 2003.

## Uppdrag

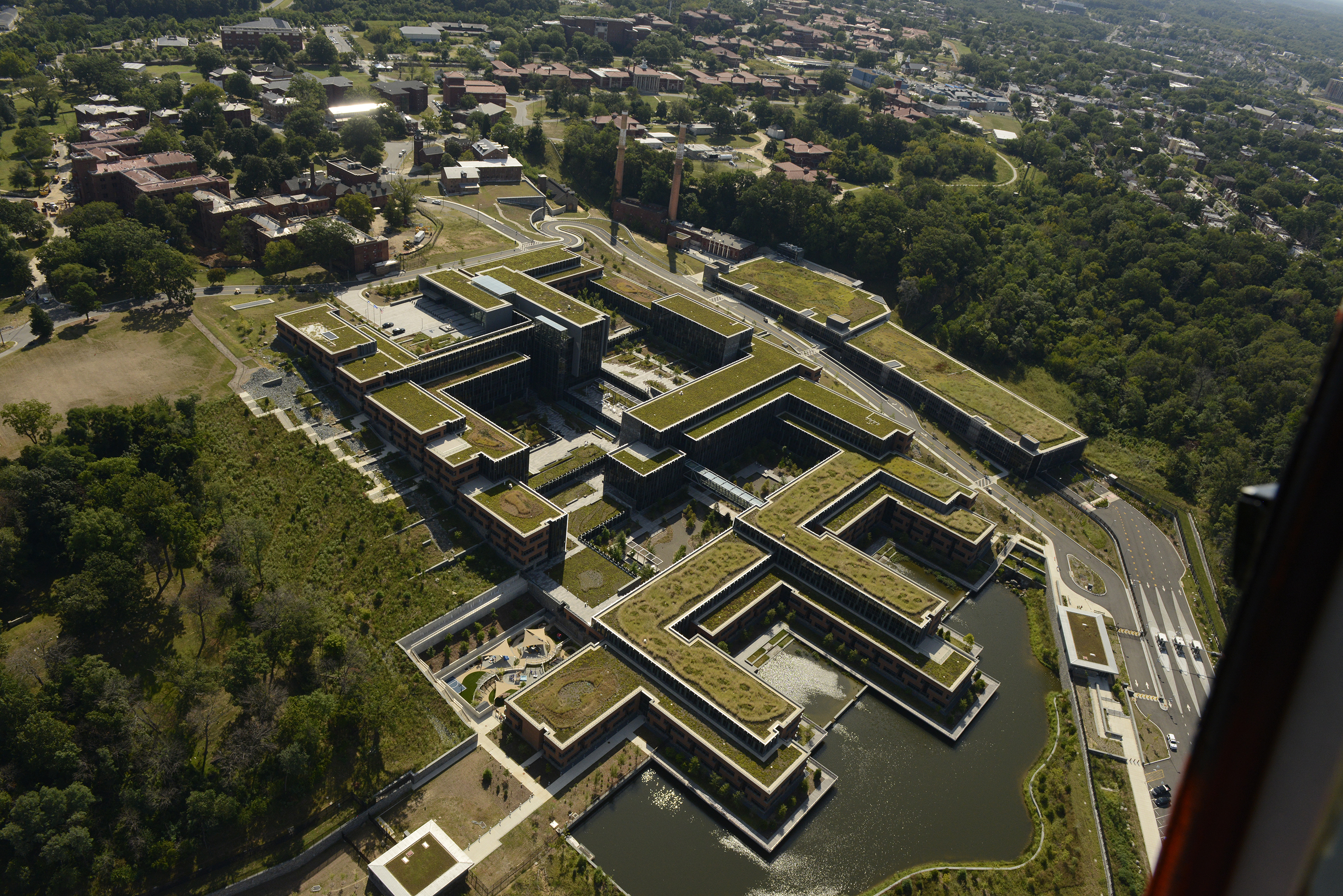
Douglas A Munro Coast Guard Headquarters Building, kustbevakningens högkvartersbyggnad i sydöstra Washington, D.C. sedan 2013.

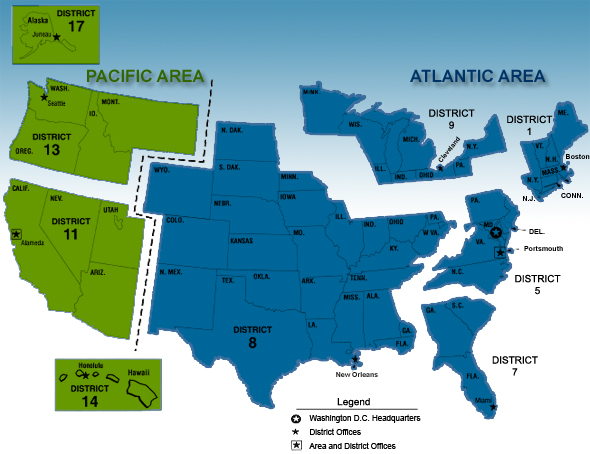
Kustbevakningens distriktindelning.

### Sjösäkerhet
- Sjöräddning
- Sjöfartsinspektion
- Småbåtssäkerhet
- Internationella ispatrullen (övervakning av isberg)

### Sjöleder
- Farledsarbete
- Isbrytning
- Sjötrafikledning
- Broar vid farleder
- Arktisk och antarktisk isbrytning

### Brottsbekämpning
- Narkotikabekämpning
- Gränsövervakning till sjöss
- Havsresursövervakning
- Federal sjöpolis
- Hamn- och sjöfartsskydd

### Militärt försvar
- Försvarsberedskap
- Understödjer USA:s flotta

### Havsmiljöskydd
- Miljöräddning och förebyggande miljövård till sjöss
- Miljöinspektion av främmande fartyg
- Skydd av biologiska havsresurser
- Havs- och miljövetenskap

## Organisation

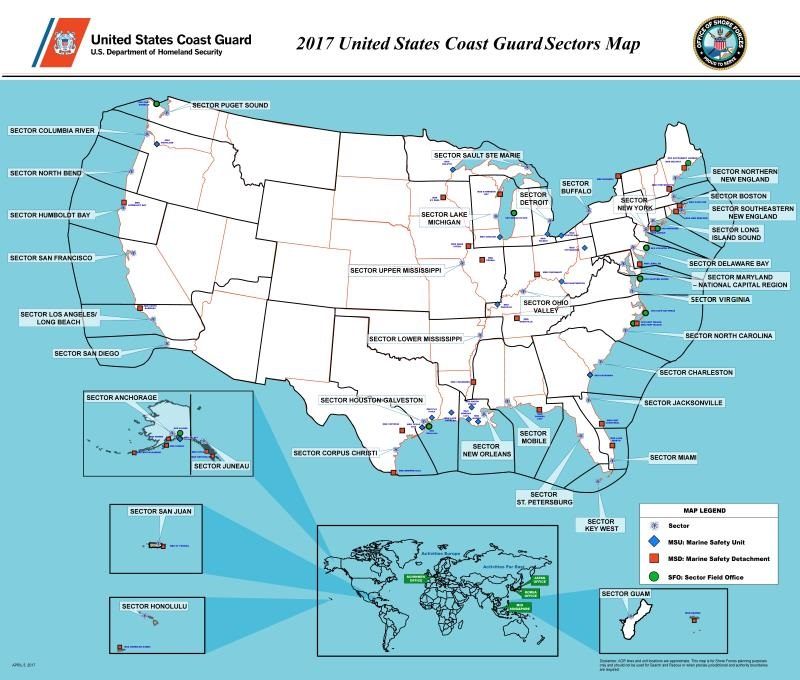
Karta över kustbevakningssektorerna (2017).

### Högkvarter
Under inrikessäkerhetsministern (engelska: Secretary of Homeland Security) leds USA:s kustbevakning av kustbevakningens kommendant (engelska: Commandant of the Coast Guard) som är en 4-stjärnig amiral som utses av presidenten på 4-årig ämbetsperiod med senatens råd och samtycke.
Under kommendanten lyder vicekommendanten (engelska: Vice Commandant of the Coast Guard): även vicekommendanten är en 4-stjärning amiral och utses av presidenten med senatens godkännande. Kommendanten och vicekommendanten biträds av kustbevakningsstaben i Washington, D.C.

### Operativ verksamhet
Den operativa verksamheten i kontinentala USA är uppdelade på två områden vars chefer har viceamirals grad: Stilla havets kustbevakningsområde (engelska: Coast Guard Pacific Area) med stab i Alameda, Kalifornien) samt Atlantens kustbevakningsområde (engelska: Coast Guard Atlantic Area) med stab i Portsmouth, Virginia.
Varje kustbevakningsområde består flera kustbevakningsdistrikt med sjögående och flygande förband, samt ett logistikkommando. Ett kustbevakningsdistrikts chef har tjänstegraden konteramiral (2-stjärning amiral) eller flottiljamiral (1-stjärning amiral).
Varje distrikt är i sin tur indelat i sektorer som utgår från en kustbevakningsstation. Chefen för en kustbevakningssektor har kommendör eller kommendörkaptens grad.

#### Coast Guard Atlantic Area

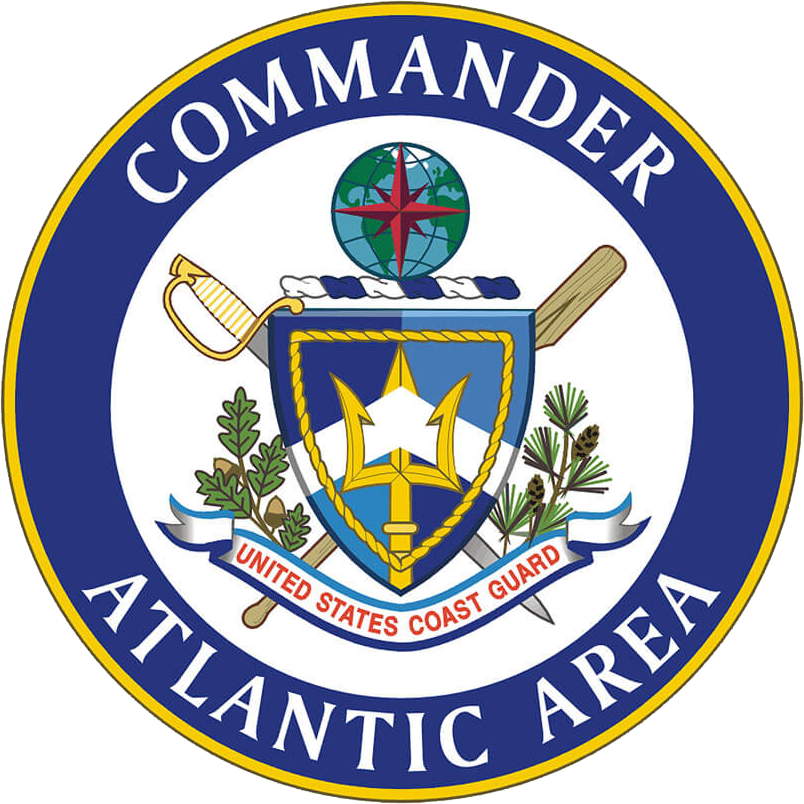
Sigill för Coast Guard Atlantic Area.

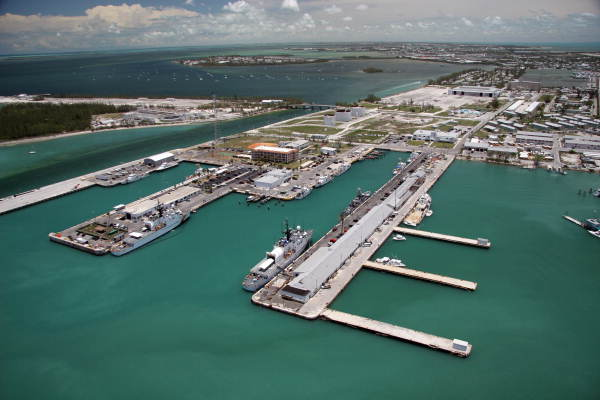
Kustbevakningsstationen i Key West.

| Distrikt (högkvarter)                    | Emblem                                    | Sektor                         | Huvudstation               |
| ---------------------------------------- | ----------------------------------------- | ------------------------------ | -------------------------- |
| First District (Boston, Massachusetts)   |                                           | Sector Northern New England    | South Portland, Maine      |
| First District (Boston, Massachusetts)   | Sector Boston                             | Boston, Massachusetts          |                            |
| First District (Boston, Massachusetts)   | Sector Southeast New England              | Woods Hole, Massachusetts      |                            |
| First District (Boston, Massachusetts)   | Sector Long Island Sound                  | New Haven, Connecticut         |                            |
| First District (Boston, Massachusetts)   | Sector New York                           | Staten Island, New York        |                            |
| Fifth District (Portsmouth, Virginia)    |                                           | Sector Delaware Bay            | Philadelphia, Pennsylvania |
| Fifth District (Portsmouth, Virginia)    | Sector Maryland - National Capital Region | Baltimore, Maryland            |                            |
| Fifth District (Portsmouth, Virginia)    | Sector Virginia                           | Portsmouth, Virginia           |                            |
| Fifth District (Portsmouth, Virginia)    | Sector North Carolina                     | Atlantic Beach, North Carolina |                            |
| Seventh District (Miami, Florida)        |                                           | Sector Charleston              | Charleston, South Carolina |
| Seventh District (Miami, Florida)        | Sector Jacksonville                       | Jacksonville, Florida          |                            |
| Seventh District (Miami, Florida)        | Sector Miami                              | Miami, Florida                 |                            |
| Seventh District (Miami, Florida)        | Sector Key West                           | Key West, Florida              |                            |
| Seventh District (Miami, Florida)        | Sector St. Petersburg                     | St. Petersburg, Florida        |                            |
| Seventh District (Miami, Florida)        | Sector San Juan                           | San Juan, Puerto Rico          |                            |
| Eighth District (New Orleans, Louisiana) |                                           | Sector Ohio Valley             | Louisville, Kentucky       |
| Eighth District (New Orleans, Louisiana) | Sector Upper Mississippi                  | St. Louis, Missouri            |                            |
| Eighth District (New Orleans, Louisiana) | Sector Lower Mississippi                  | Memphis, Tennessee             |                            |
| Eighth District (New Orleans, Louisiana) | Sector Mobile                             | Mobile, Alabama                |                            |
| Eighth District (New Orleans, Louisiana) | Sector New Orleans                        | New Orleans, Louisiana         |                            |
| Eighth District (New Orleans, Louisiana) | Sector Houston - Galveston                | Houston, Texas                 |                            |
| Eighth District (New Orleans, Louisiana) | Sector Corpus Christi                     | Corpus Christi, Texas          |                            |
| Ninth District (Cleveland, Ohio)         |                                           | Sector Buffalo                 | Buffalo, New York          |
| Ninth District (Cleveland, Ohio)         | Sector Detroit                            | Detroit, Michigan              |                            |
| Ninth District (Cleveland, Ohio)         | Sector Lake Michigan                      | Milwaukee, Wisconsin           |                            |
| Ninth District (Cleveland, Ohio)         | Sector Sault Ste. Marie                   | Sault Ste. Marie, Michigan     |                            |

#### Coast Guard Pacific Area

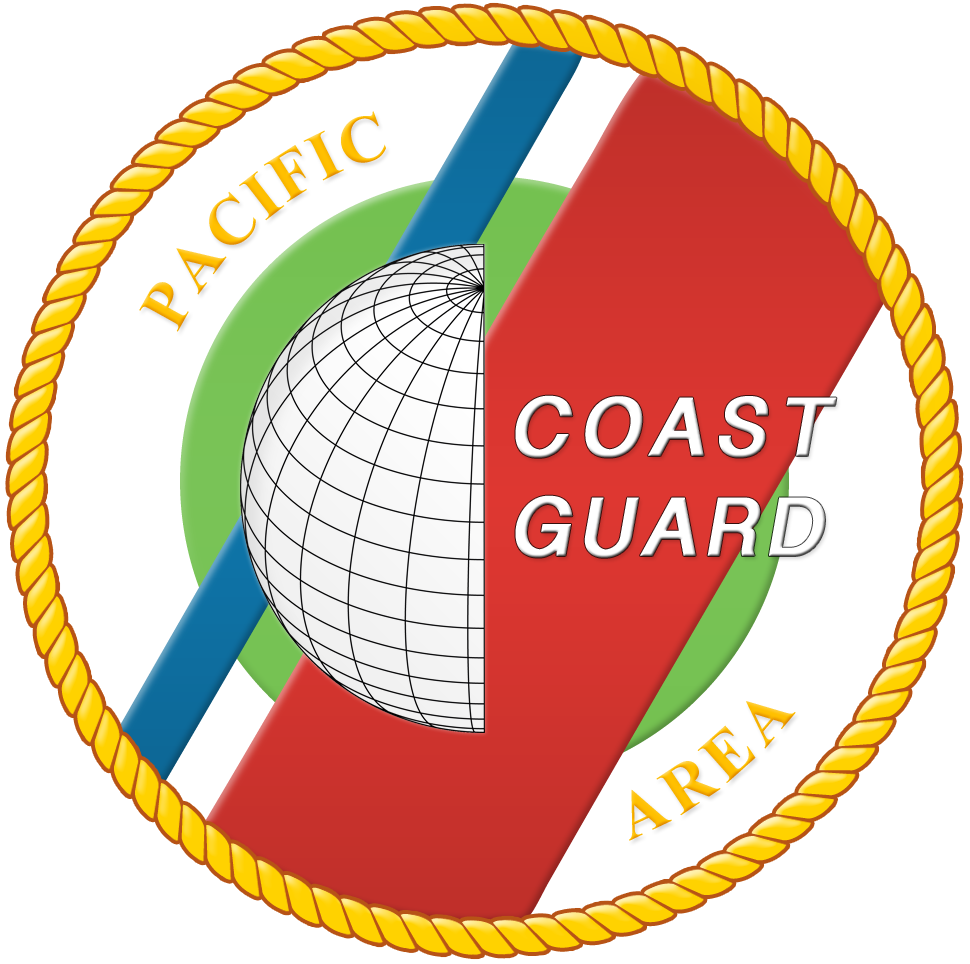
Sigill för Coast Guard Pacific Area.

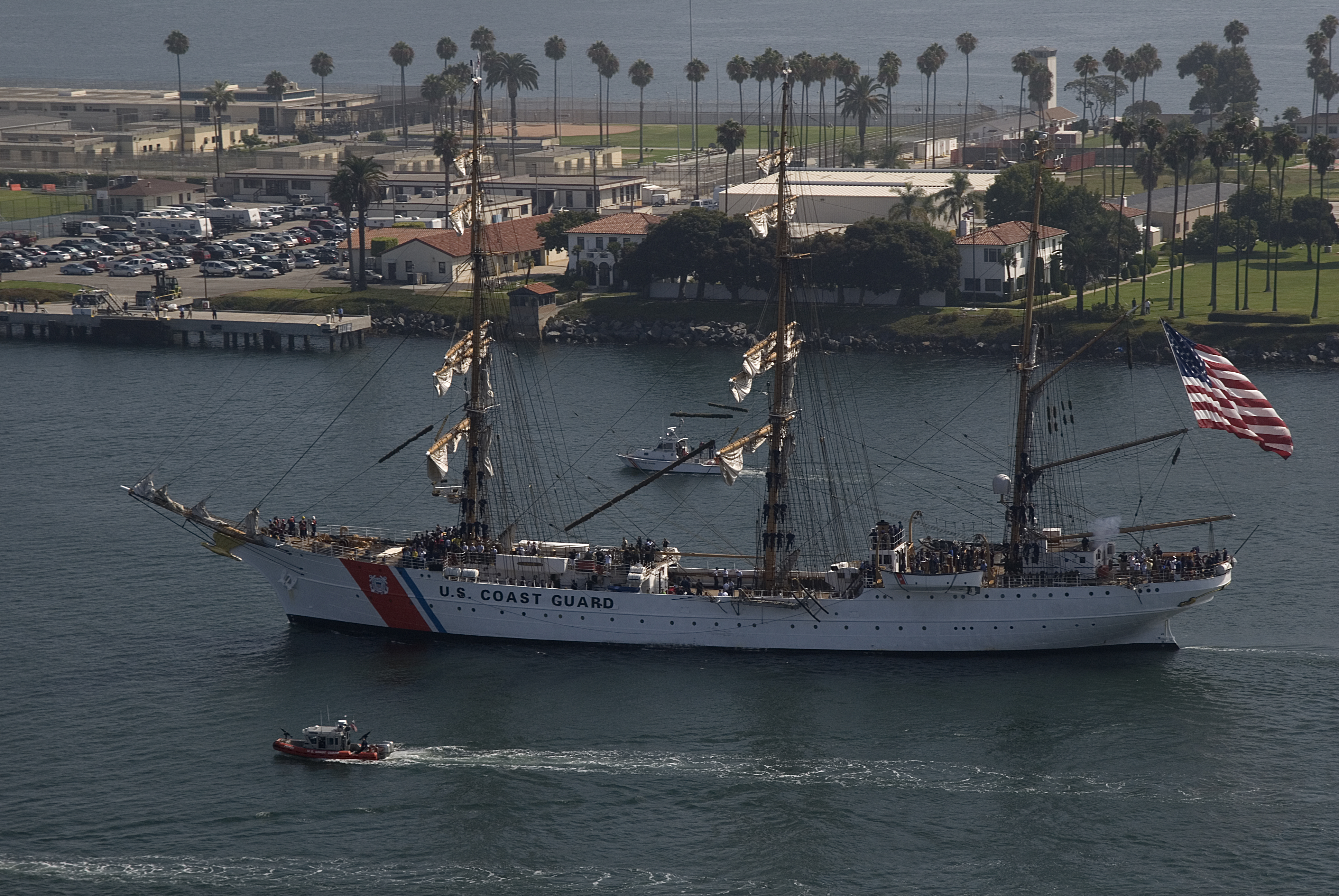
Skolfartyget Eagle anländer till kustbevakningsstationen Los Angeles-Long Beach på Terminal Island, 15 augusti 2008.

| Distrikt                                  | Emblem                          | Sektor                     | Huvudstation               |
| ----------------------------------------- | ------------------------------- | -------------------------- | -------------------------- |
| Eleventh District (Alameda, Kalifornien)  |                                 | Sector San Francisco       | San Francisco, Kalifornien |
| Eleventh District (Alameda, Kalifornien)  | Sector Humboldt Bay             | McKinleyville, Kalifornien |                            |
| Eleventh District (Alameda, Kalifornien)  | Sector Los Angeles - Long Beach | San Pedro, Kalifornien     |                            |
| Eleventh District (Alameda, Kalifornien)  | Sector San Diego                | San Diego, Kalifornien     |                            |
| Thirteenth District (Seattle, Washington) |                                 | Sector Puget Sound         | Seattle, Washington        |
| Thirteenth District (Seattle, Washington) | Sector Columbia River           | Portland, Oregon           |                            |
| Fourteenth District (Honolulu, Hawaii)    |                                 | Sector Honolulu            | Honolulu, Hawaii           |
| Fourteenth District (Honolulu, Hawaii)    | Sector Guam                     | Santa Rita, Guam           |                            |
| Seventeenth District (Juneau, Alaska)     |                                 | Sector Anchorage           | Anchorage, Alaska          |
| Seventeenth District (Juneau, Alaska)     | Sector Southeast Alaska         | Juneau, Alaska             |                            |

## Personal
USA:s kustbevakning har 38 000 fast anställda kustbevakare och 8 000 i kustbevakningsreserven. Personalstrukturen liksom tjänstegraderna är i princip desamma som i USA:s flotta. Den militära personalen kan dömas till straff under Uniform Code of Military Justice (UCMJ).
Kustbevakningen har också 6 000 civilanställda.

### Uniformer och gradbeteckningar
Huvudartikel: Militära grader i Förenta Staternas kustbevakning

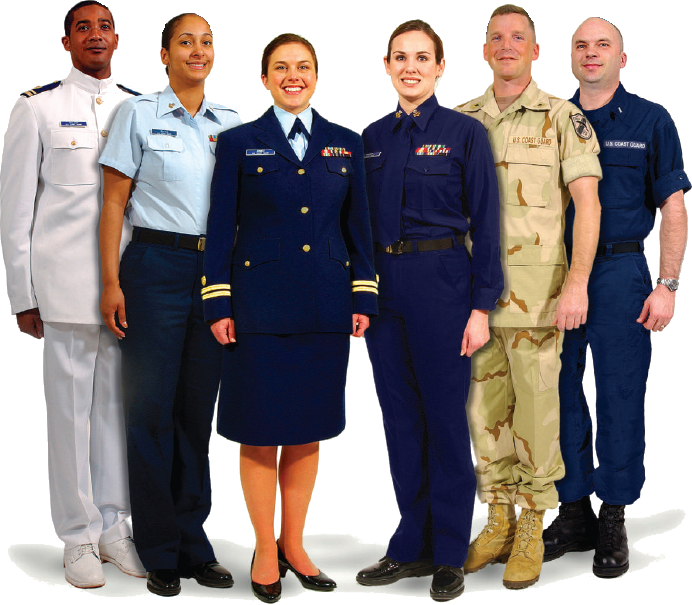
Urval av olika uniformer i USA:s kustbevakning.

Kustbevakningens tjänstegrader och uniformer är i stora drag snarlika med vad som finns i USA:s flotta. 

### Officerare
De flesta officerare utbildas vid kustbevakningens officershögskola United States Coast Guard Academy i New London, Connecticut. Efter fyra år avläggs en bachelorexamen och anställning sker som fänrik. Genomgången militärhögskola medför en tjänstgöringsförpliktelse om minst fem år. Underofficerare i kustbevakningen eller civila med en 4-årig akademisk examen på grundnivå kan genomgå en 17 veckor lång officersaspirantkurs vid militärhögskolan varefter anställning erhålls som fänrik, för den som är underofficer eller har en examen på grundnivå, och löjtnant eller kapten, för den som har en examen på avancerad nivå. Officersaspirantkursen medför en tjänstgöringsförpliktelse om tre år på aktiv stat eller fyra år i reserven. 
Kustbevakningen har inga egna medicinalofficerare, utan dessa kommer från United States Public Health Service Commissioned Corps. Själavårdspersonalen kommer från flottans kaplanskår.

### Warrant officer
En Warrant officer rekryteras från underofficerare med minst åtta års anställning och har en mellanställning mellan underofficer och officer.

### Underofficerare
Underofficerare (engelska: Chief Petty Officers) rekryteras från den högsta gradens underbefäl. De tillhör samma yrkesgrenar som underbefäls- och sjömanskårerna (se nedan). De har genomgått kustbevakningens underofficersskola, Chief Petty Officer Academy, i Petaluma, Kalifornien.

### Underbefäl

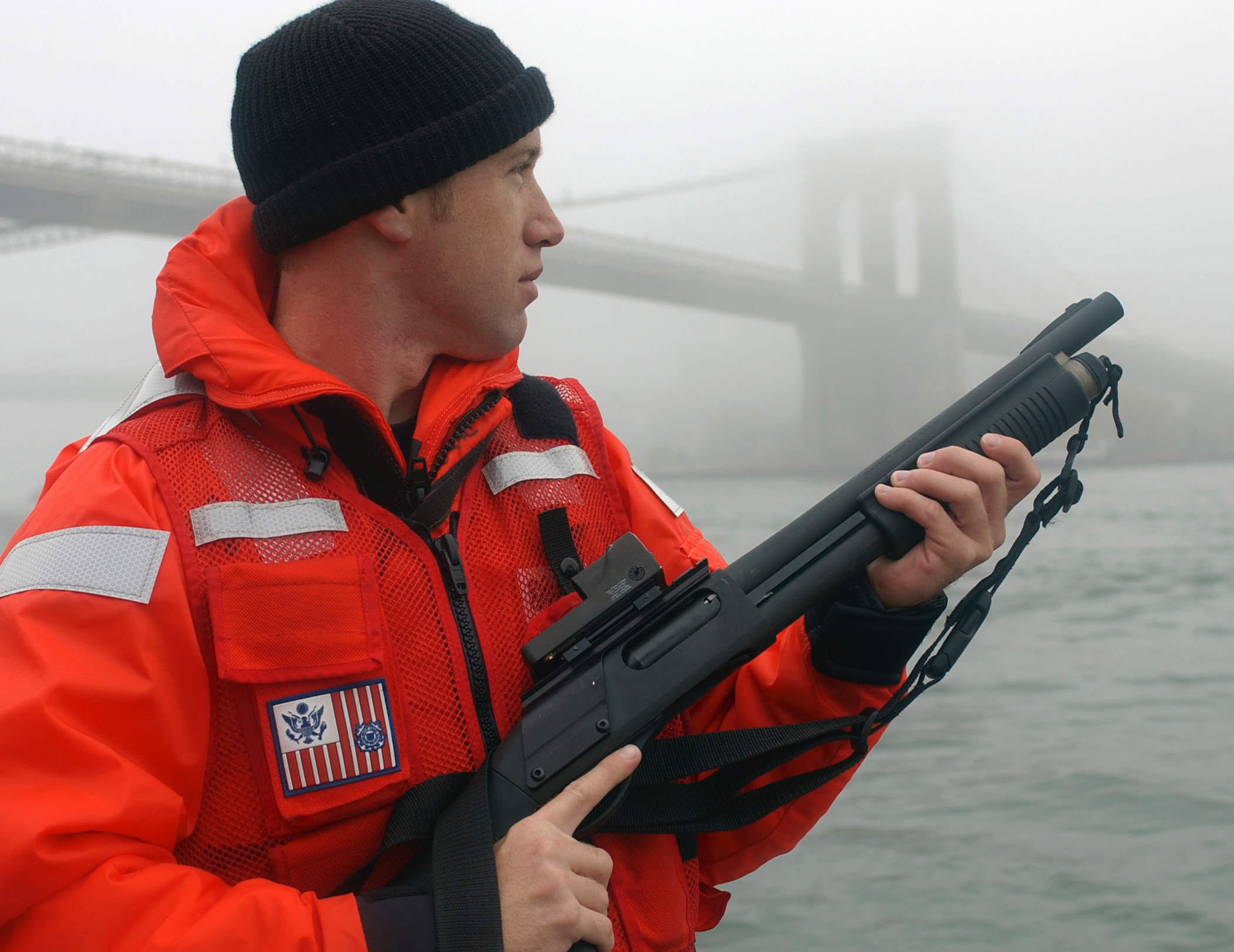
Underbefäl i Maritime Safety and Security Team (MSST) med hagelgevär och Brooklyn Bridge i bakgrunden. Bild från 2003.

Underbefäl (engelska: Petty Officers) rekryteras bland sjömän som genomgått en skolmässig befattningsutbildning i yrkesgrenen (se nedan) vid en Class A School. Vidareutbildningskurser inom yrkesgrenen ges vid Class C Schools.

### Sjömän
Meniga rekryter genomgår en åtta veckors lång rekrytskola i Cape May, New Jersey, varefter anställningen påbörjas med praktiskt arbete och verksamhetsförlagd utbildning.

### Frivilliga
Det finns dessutom 30 000 uniformerade volontärer engagerade i frivilligorganisationen Coast Guard Auxiliary, som biträder kustbevakningen med framförallt småbåtssäkerhet och sjöräddning på insjöar och i kustnära farvatten. Bortsett från namnet, så särskiljs Coast Guard Auxiliary från den reguljära kustbevakningen genom att dessa bära knappar och galoner i silver, jämfört med den reguljära kustbevakningen som bär guldfärgade knappar och galoner.
Frivilliga i Coast Guard Auxiliary deltar inte i kustbevakningens uppgifter som rör brottsbekämpning eller militärt försvar.

## Fartygsprefix
Fartyg i USA:s kustbevakning bär prefixet USCGC, som är en förkortning för United States Coast Guard Cutter. Mindre segelfartyg klassade som kuttrar var i regel de fartyg som den amerikanska kustbevakningens föregångare använde på 1700- och 1800 talen varefter namnet levt vidare och fått en annan betydelse.

## Bildgalleri

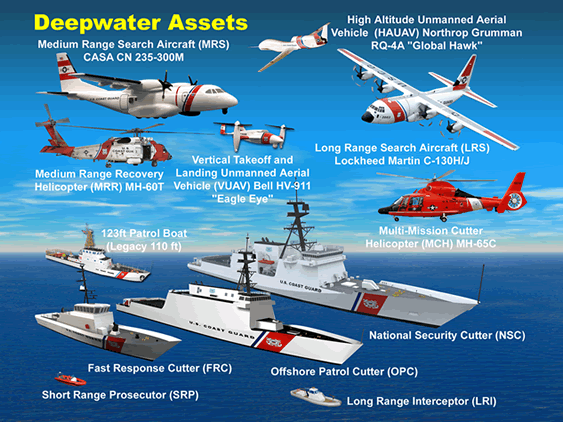
Översikt av fartyg, flygplan, helikoptrar och obemannade luftfarkoster som används av USA:s kustbevakning.
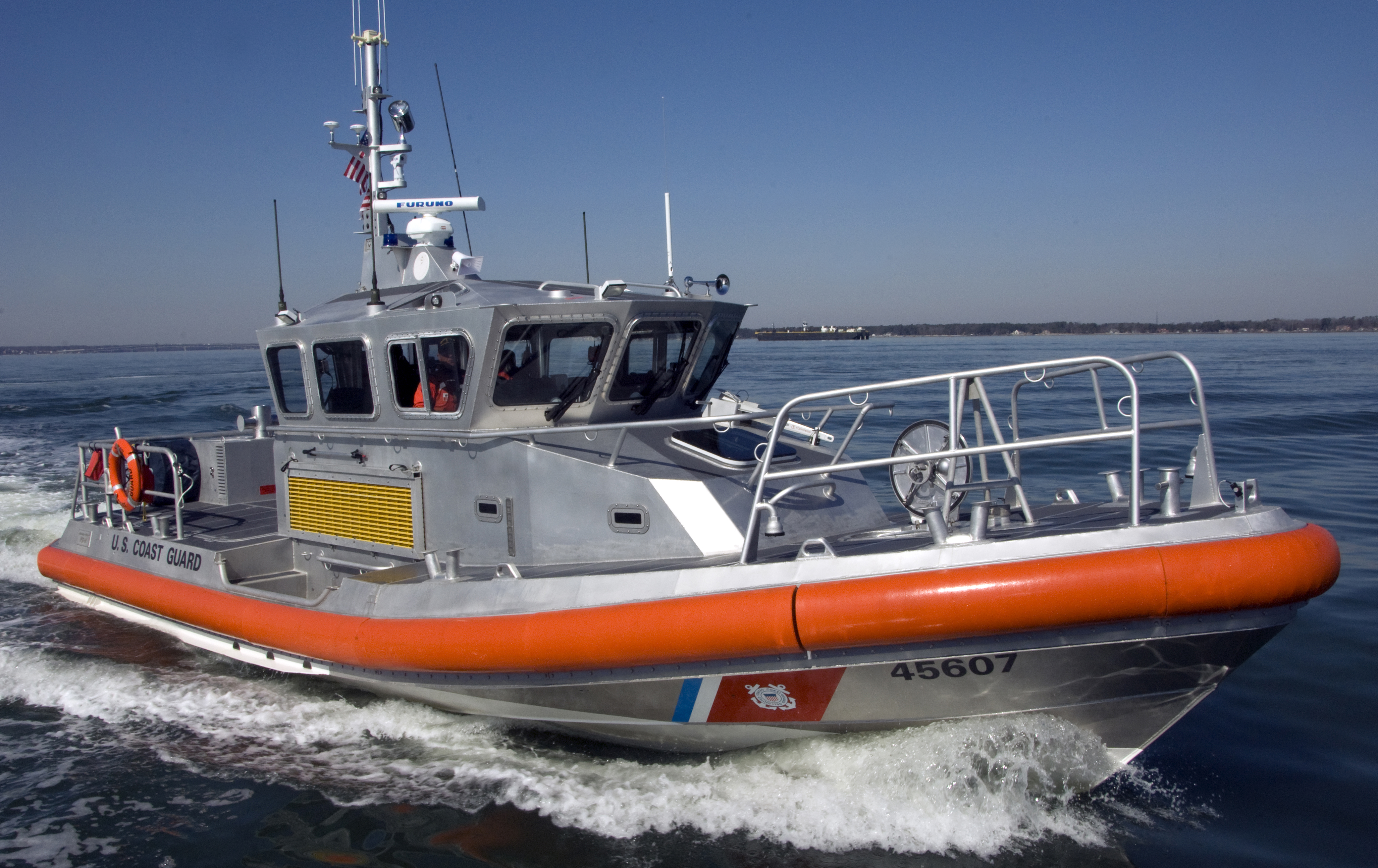
Response Boat Medium (RB-M)
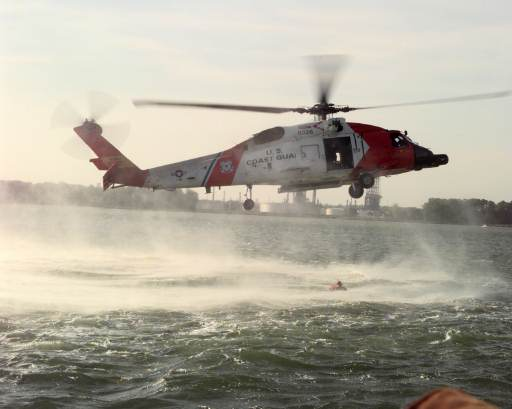
Räddningshelikopter HH-60 Jayhawk.
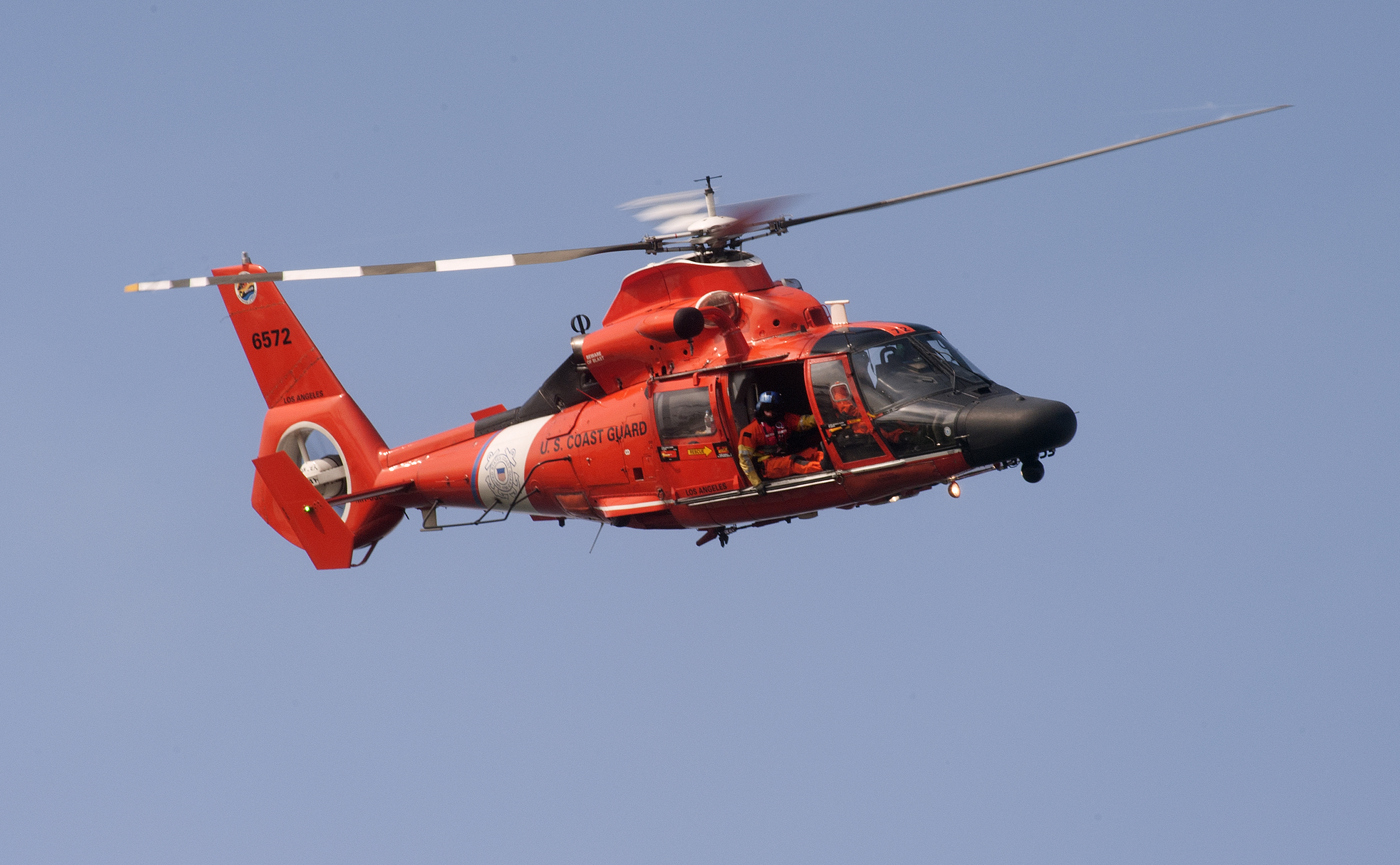
Räddningshelikopter MH-65 Dolphin.
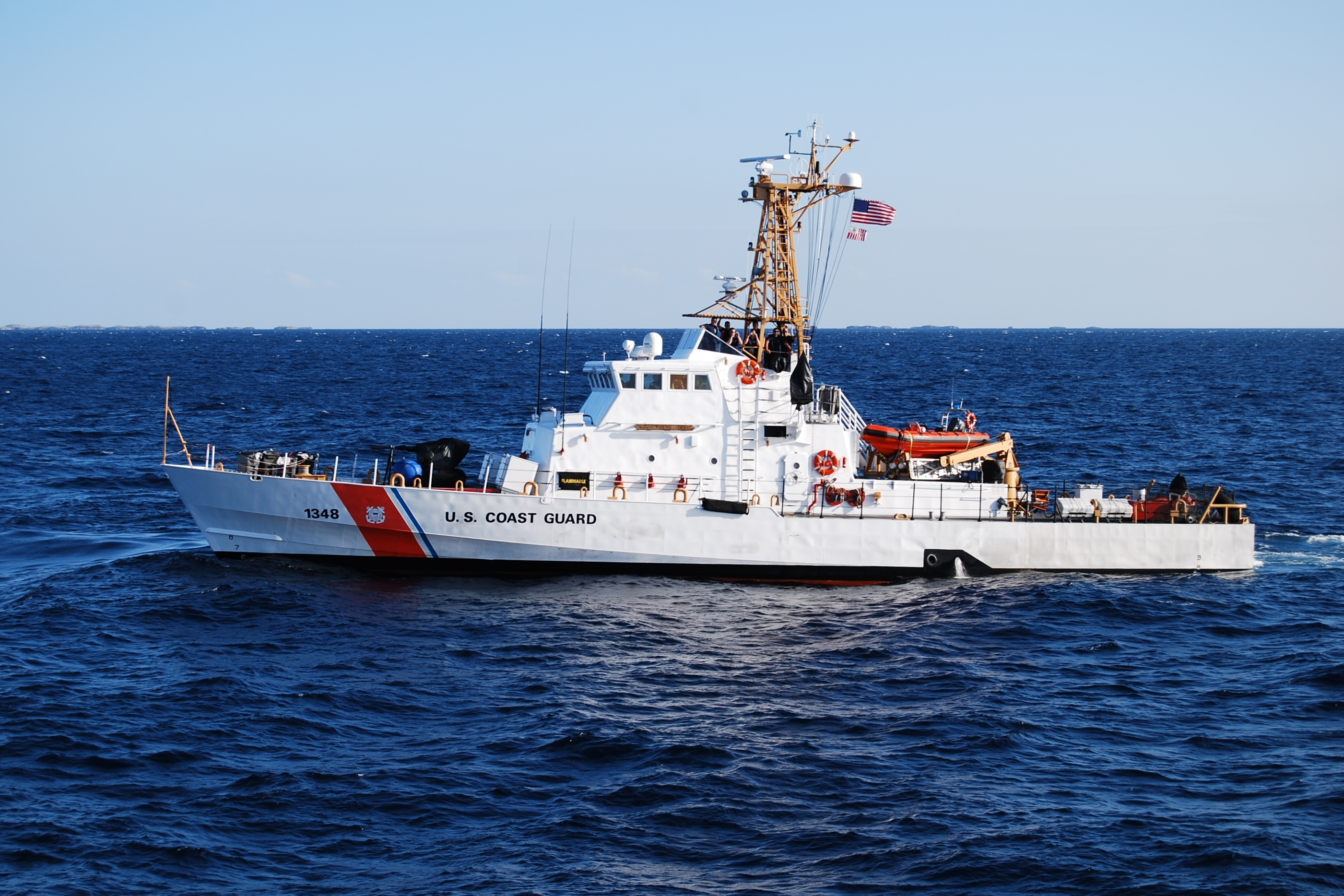
Patrullbåt av Island-klass.
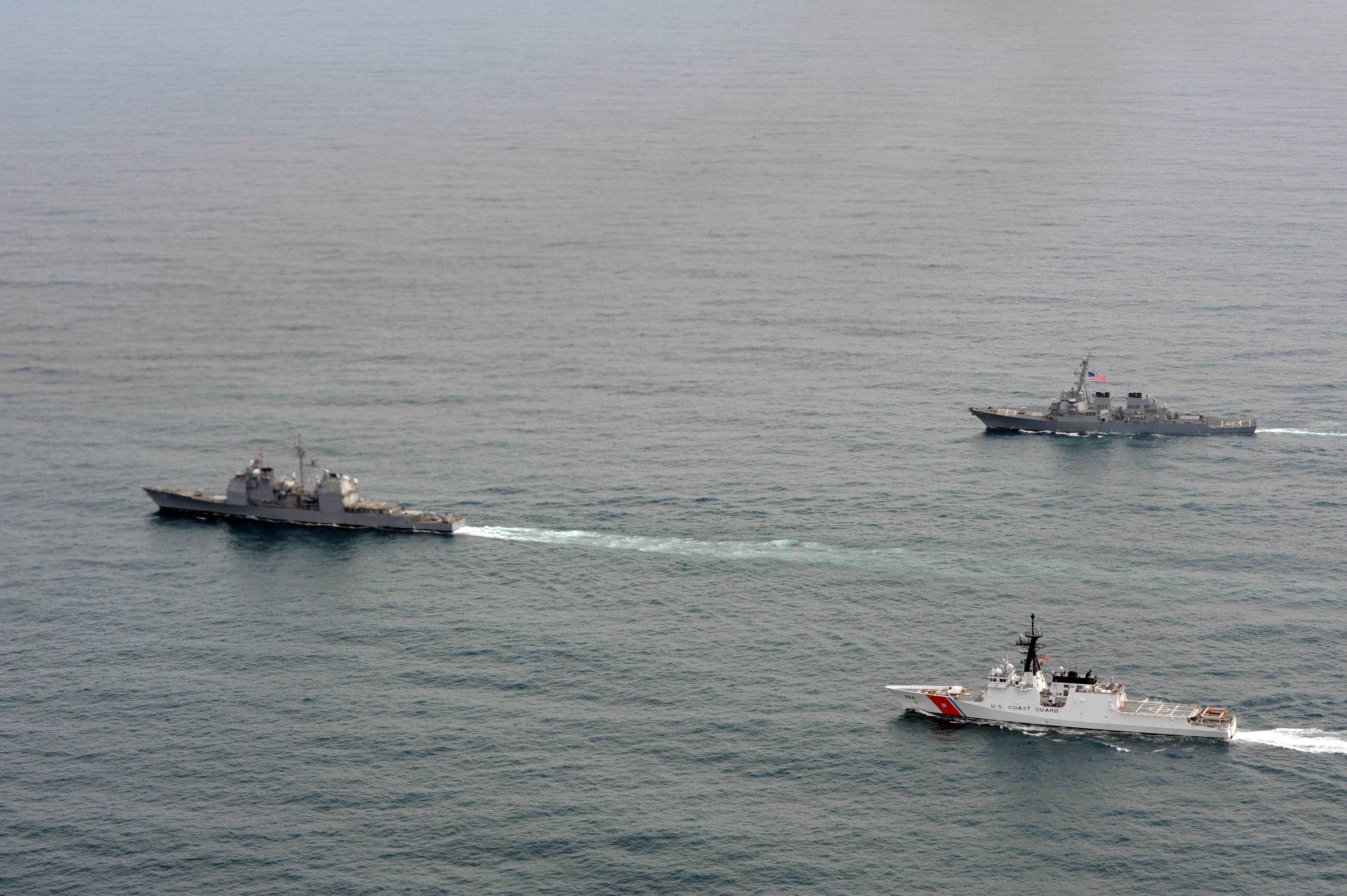
Patrullfartyg av Legend-klass i formation med kryssare av Ticonderoga-klass och jagare av Arleigh Burke-klass från USA:s flotta utanför Alaska 2011 i övningen Operation Northern Edge.
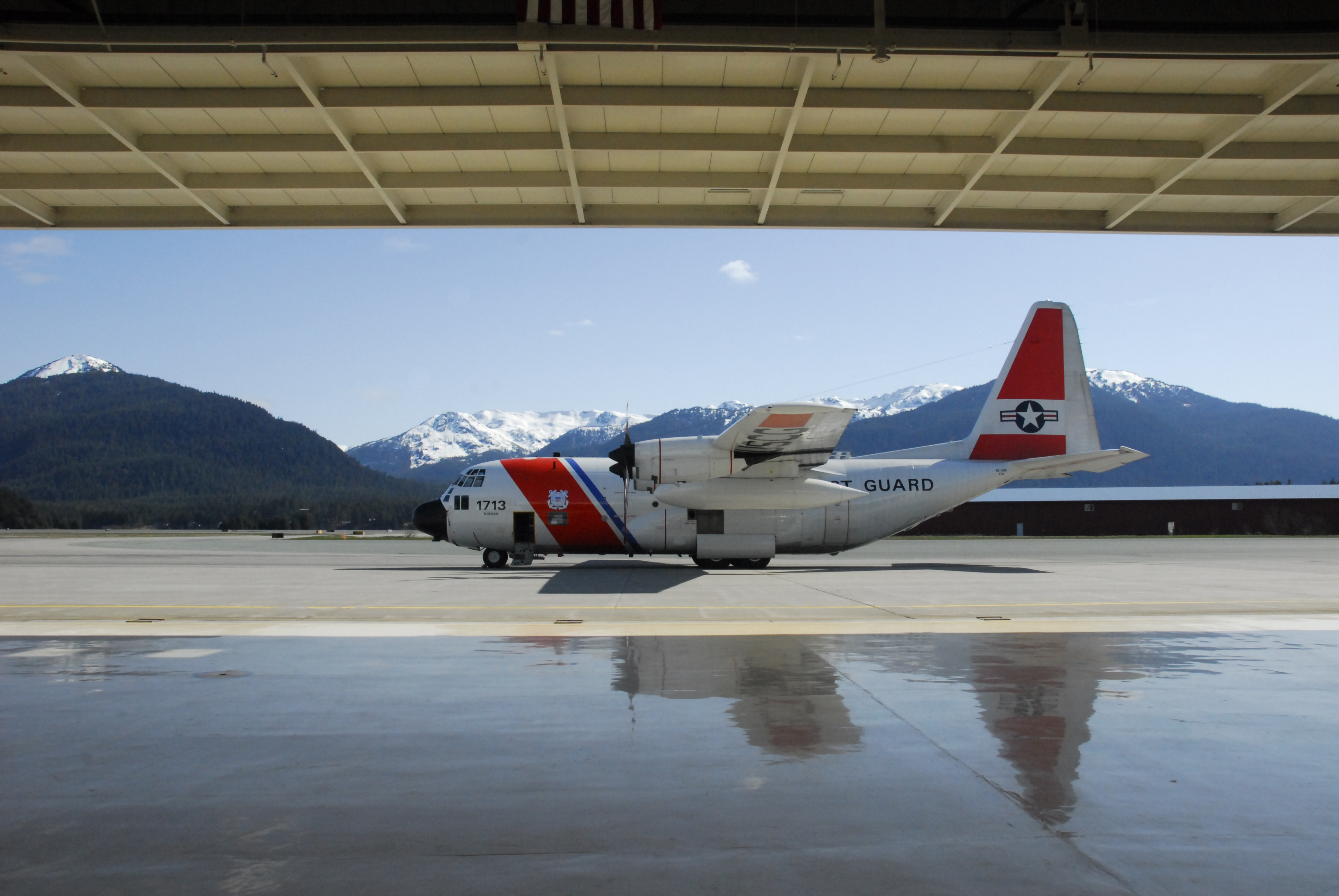
Havsövervaknings- och transportflygplan HC-130 Hercules i Juneau, Alaska, 30 april 2014.
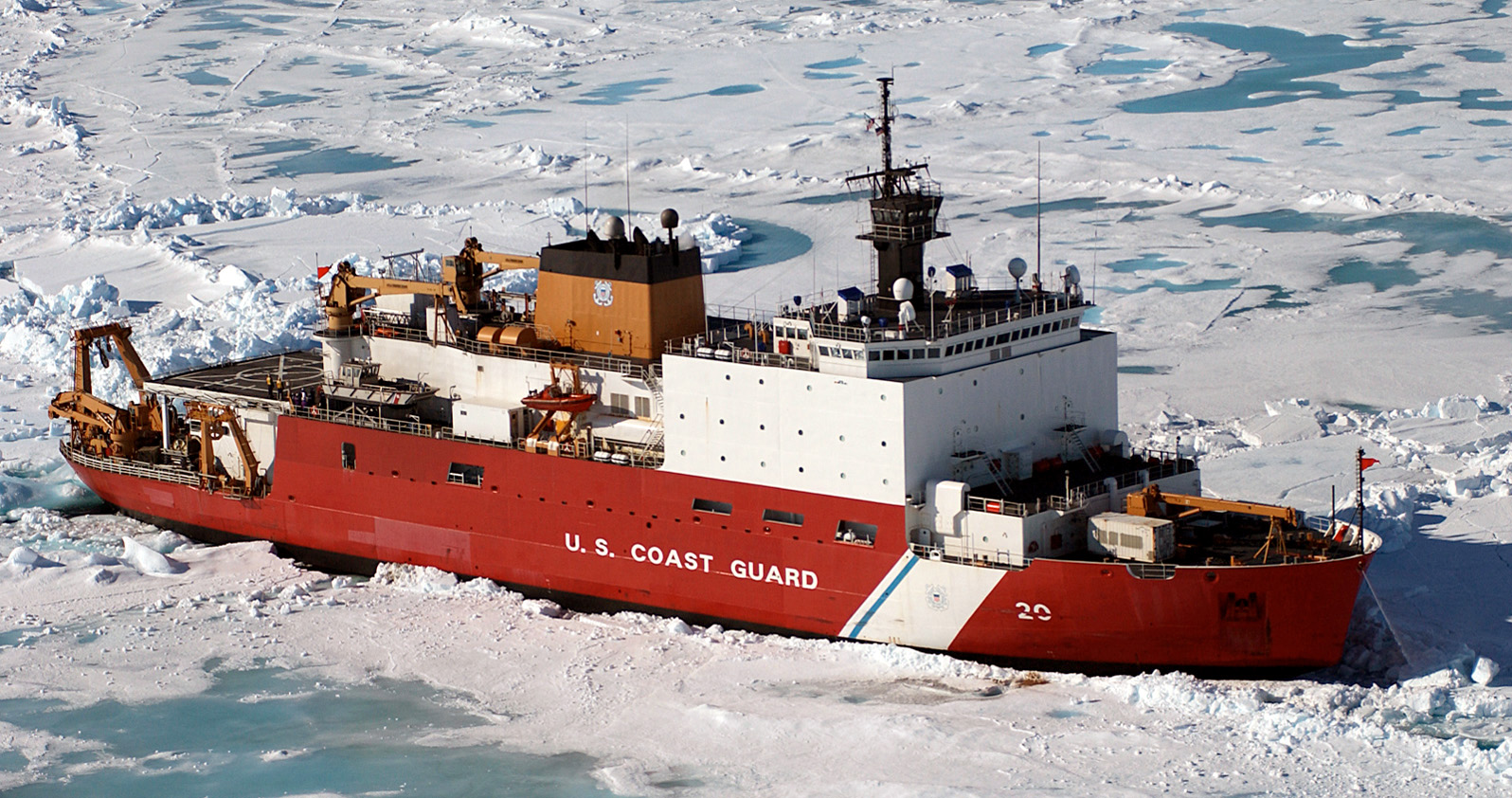
Isbrytaren USCGS Healy (WAGB-20) är kustbevakningens största fartyg.
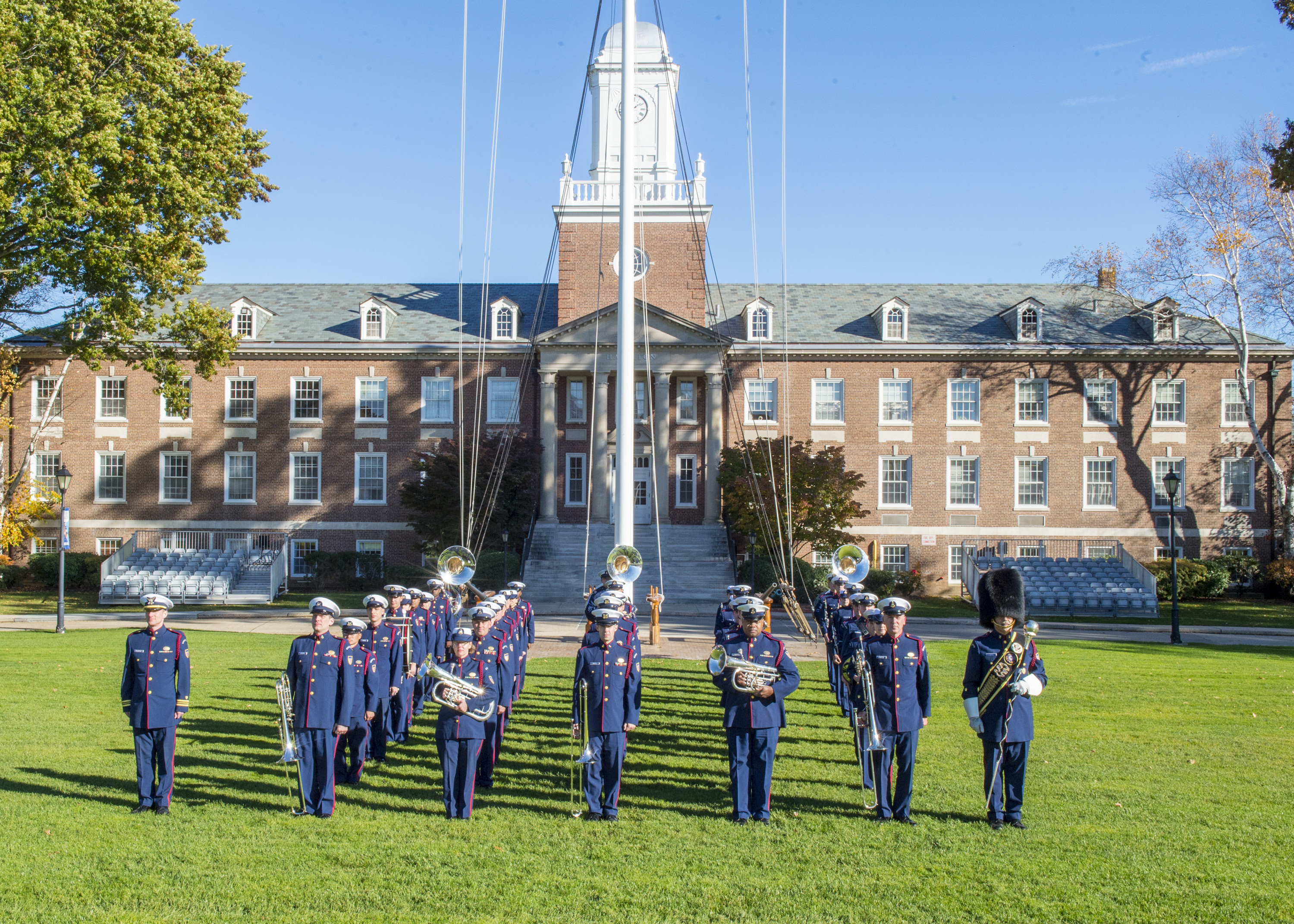
United States Coast Guard Band i formation framför huvudbyggnaden för United States Coast Guard Academy.